# Basketbol'nyj klub Chimki 2014-2015
Questa voce raccoglie le informazioni riguardanti il Basketbol'nyj klub Chimki nelle competizioni ufficiali della stagione 2014-2015.

## Stagione
La stagione 2014-2015 del Basketbol'nyj klub Chimki è la 16ª nel massimo campionato russo di pallacanestro, la VTB United League.

## Roster
Aggiornato al 27 luglio 2018
| Chimki Moscow Region 2014-15 | Chimki Moscow Region 2014-15 |
| Giocatori                    | Staff tecnico                |
| ---------------------------- | ---------------------------- |

| N. | Naz.                                           | Ruolo | Nome                | Anno | Alt.   | Peso   |  |
| -- | ---------------------------------------------- | ----- | ------------------- | ---- | ------ | ------ |  |
| 0  | Stati Uniti (bandiera) · Montenegro (bandiera) | P     | Tyrese Rice         | 1987 | 185 cm | 86 kg  |  |
| 5  | Stati Uniti (bandiera)                         | AG    | James Augustine     | 1984 | 208 cm | 104 kg |  |
| 6  | Croazia (bandiera)                             | P     | Marko Popović       | 1982 | 185 cm | 86 kg  |  |
| 7  | Russia (bandiera)                              | C     | Ruslan Pateev       | 1990 | 213 cm | 111 kg |  |
| 8  | Finlandia (bandiera)                           | G     | Petteri Koponen     | 1988 | 194 cm | 88 kg  |  |
| 9  | Russia (bandiera)                              | G     | Egor Vjal'cev       | 1985 | 193 cm | 88 kg  |  |
| 10 | Spagna (bandiera)                              | AG    | Víctor Claver       | 1988 | 206 cm | 102 kg |  |
| 11 | Russia (bandiera)                              | AP    | Stanislav Il'nickij | 1994 | 200 cm | 98 kg  |  |
| 12 | Russia (bandiera)                              | AP    | Sergej Monja (C)    | 1983 | 202 cm | 99 kg  |  |
| 14 | Russia (bandiera)                              | AP    | Aleksandr Zacharov  | 1993 | 201 cm | 91 kg  |  |
| 17 | Francia (bandiera)                             | AC    | Joffrey Lauvergne   | 1991 | 211 cm | 118 kg |  |
| 23 | Russia (bandiera)                              | AP    | Denis Levšin        | 1993 | 202 cm | 81 kg  |  |
| 25 | Russia (bandiera)                              | C     | Nikita Ivanov       | 1991 | 205 cm | 100 kg |  |
| 31 | Russia (bandiera)                              | AP    | Maksim Čislov       | 1993 | 198 cm | 80 kg  |  |
| 33 | Stati Uniti (bandiera)                         | AP    | Tyler Honeycutt     | 1990 | 203 cm | 90 kg  |  |
| 34 | Russia (bandiera)                              | G     | Maksim Sacharov     | 1993 | 190 cm | 82 kg  |  |
| 40 | Stati Uniti (bandiera)                         | C     | Paul Davis          | 1984 | 211 cm | 116 kg |  |
| 45 | Russia (bandiera)                              | AG    | Maksim Šeleketo     | 1987 | 204 cm | 108 kg |  |
| -  | Russia (bandiera)                              | G     | Artem Isakov        | 1987 | 192 cm | 85 kg  |  |

| Allenatore |
| - Rimas Kurtinaitis                                                                                               |
| Assistente/i |
| - Ramūnas Cvirka - Jenaro Díaz - / Andrija Gavrilović Legenda - (C) Capitano - (IN) Inattivo - Infortunato Roster |

## Mercato

### Sessione estiva
| Acquisti | Acquisti          | Acquisti         | Acquisti              | Acquisti |
| R.a      | Nome              | da               | Modalità              |          |
| -------- | ----------------- | ---------------- | --------------------- | -------- |
| AC       | Joffrey Lauvergne | Partizan         | definitivo (600000 $) |          |
| P        | Tyrese Rice       | Maccabi Tel Aviv | definitivo            |          |
| AP       | Tyler Honeycutt   | Ironi Nes Ziona  | definitivo            |          |
| AG       | Maksim Šeleketo   | UNICS Kazan'     | definitivo            |          |
| G        | Artem Isakov      |                  | definitivo            |          |

| Cessioni | Cessioni            | Cessioni         | Cessioni       | Cessioni |
| R.       | Nome                | a                | Modalità       |          |
| -------- | ------------------- | ---------------- | -------------- | -------- |
| AG       | Nikita Balašov      | Lokomotiv Kuban' | fine contratto |          |
| C        | Krešimir Lončar     | Valencia         | fine contratto |          |
| P        | Mike Green          | Paris-Levallois  | rescissione    |          |
| AP       | Benjamin-Pavel Dudu | Dinamo Mosca     | fine contratto |          |
| AP       | Mickaël Gelabale    | Free agent       | fine contratto |          |

### Dopo l'inizio della stagione
| Acquisti | Acquisti      | Acquisti       | Acquisti     | Acquisti   |
| R.       | Nome          | da             | Data         | Modalità   |
| -------- | ------------- | -------------- | ------------ | ---------- |
| AG       | Víctor Claver | Denver Nuggets | 1 marzo 2015 | definitivo |

| Cessioni | Cessioni          | Cessioni       | Cessioni        | Cessioni    |
| R.       | Nome              | a              | Data            | Modalità    |
| -------- | ----------------- | -------------- | --------------- | ----------- |
| AC       | Joffrey Lauvergne | Denver Nuggets | 4 febbraio 2015 | rescissione |